# Ryszard Błachut
Ryszard Błachut (ur. 14 września 1948 w Makowie Podhalańskim, zm. 16 czerwca 2017 w Wiedniu) – polski piłkarz grający na pozycji napastnika.

## Życiorys
W latach 1970–1977, w barwach ROW Rybnik rozegrał 136 spotkań w najwyższej klasy rozgrywkowej strzelając 30 goli. Był również zawodnikiem austriackiego klubu First Vienna FC 1894.